# Al-Maqrizi
Taqi al-Din Ahmad ibn 'Ali ibn 'Abd al-Qadir ibn Muhammad al-Maqrizi (1364 – 1442); Árabe: تقى الدين أحمد بن على بن عبد القادر بن محمد المقريزى, fue un historiador egipcio más conocido como al-Maqrizi o Makrizi. A pesar de que fue "un historiador de la época mameluca y él mismo un musulmán sunita, que es notable en este contexto por su interés inusualmente agudo en el Califato fatimí ismailí y su papel en la historia de Egipto."

## Biografía
Al-Maqrizi nació en El Cairo y pasó la mayor parte de su vida en Egipto, donde fue entrenado en la escuela Hanafí de leyes, sin embargo, más tarde se convirtió en un shafi'i con una inclinación a puntos de vista Ẓāhirī. Al-Maqrizi confesó a sus contemporáneos que él creía que estaba relacionado con los fatimíes a través del hijo del imam al-Muizz. Ibn Hajar conserva el relato más memorable: su padre, cuando entraron en la mezquita al-Hakim, un día, le dijo: "Hijo mío, tú estás entrando en la mezquita de tu antepasado". Sin embargo, su padre también dio instrucciones a al-Maqrizi de no revelar esta información a cualquier persona que no podía confiar; Walker concluye:
En última instancia, sería difícil llegar a la conclusión de que al-Maqrizi concibió otra cosa que un interés de anticuario en los fatimíes. Su principal preocupación parece más probable que sea el significado que ellos y su ciudad podría tener para el presente, es decir, para los mamelucos de Egipto, y su papel en el islam.
En 1385, continuó la peregrinación islámica, el Hajj. Durante algún tiempo fue secretario en una oficina gubernamental, y en 1399 se convirtió en inspector de mercados para el norte de El Cairo y Egipto. Este cargo que pronto abandonó para convertirse en un predicador de la mezquita de 'Amr ibn al 'As, presidente de la mezquita al-Hakim, y profesor en la tradición. En 1408, se trasladó a Damasco para convertirse en inspector de la Qalanisryya y maestro. Más tarde, se retiró a la vida privada en El Cairo.
En 1430, fue de nuevo al Hajj con su familia y viajó durante cinco años. Su aprendizaje fue estupendo, su observación precisa y buen juicio, pero sus libros son en gran parte compilaciones, y no siempre reconoce las fuentes en que se basó.

## Escritos
La mayoría de las obras de Al-Maqrizi, superando los 200, tienen que ver con Egipto. El más importante es la Mawaiz wa al-'i'tibar bi dhikr al-khitat wa al-'athar (2 vols., Bulaq, 1854), traducido al francés por Urbain Bouriant como Description topographique et historique de l'Égypte (París , 1895-1900; comparar A. R. Guest, "Una Lista de Escritores, Libros y otras Autoridades mencionadas por El Maqrizi en su Khitat", en Journal of the Royal Asiatic Society, 1902, pp 103-125).
De su Historia de los fatimitas un extracto fue publicado por J.G.L. Kosegarten en su Chrestomathia (Leipzig, 1828), pp 115-123; la Historia de los Reyes Ayyubit y Mamelucos ha sido traducido al francés por Etienne Marc Quatremère (2 vols, París, 1837-1845.).
Maqrizi comenzó una gran obra llamada Muqaffa, una enciclopedia de la biografía de Egipto en orden alfabético. Otro historiador egipcio, al-Sakhawi, creyó que esto requeriría ochenta volúmenes para completarse, pero solo dieciséis fueron escritas. Tres volúmenes autógrafo existen en manuscrito en Leiden, y otra en París.

### Pequeñas obras
- Mahomeddan Coinage (ed. O. G. Tychsen, Rostock, 1797; Traducción al francés por Silvestre de Sacy, París, 1797)
- Arab Weights and Measures (ed. Tychsen, Rostock, 1800)
- Arabian Tribes that migrated to Egypt (ed. F. Wüstenfeld, Göttingen, 1847)
- Account of Hadhramaut (ed. P. B. Noskowyj, Bonn, 1866)
- Strife between the Bani Umayya and the Bani Hashim (ed. G. Vos, Leiden, 1888)
- Historia Regum Islamiticorum in Abyssinia (ed. and Latin trans. F. T. Rink, Leiden, 1790).

### Libros
- Al Mawaiz wa al-'i'tibar bi dhikr al-khitat wa al-'athar (acerca del estudio de El Cairo y sus monumentos)
- Al Selouk Leme'refatt Dewall al-Melouk (acerca de la historia de los mamelucos en Egipto)
- Ette'aaz al-honafa be Akhbaar al-A'emma Al Fatemeyyeen Al Kholafaa (acerca del Califato fatimí)
- Al Bayaan wal E'raab Amma Be Ard Misr min al A'raab (acerca de las tribus árabes en Egipto)
- Eghathatt Al Omma be Kashf Al Ghomma (acerca de las hambrunas que se llevó a cabo en Egipto)
- Al Muqaffa (biografías de los príncipes y personalidades destacadas de su tiempo)